# Municipio de Greenview
El municipio de Greenview (en inglés: Greenview Township) es un municipio ubicado en el condado de Steele en el estado estadounidense de Dakota del Norte. En el año 2010 tenía una población de 44 habitantes y una densidad poblacional de 0,47 personas por km².

## Geografía
El municipio de Greenview se encuentra ubicado en las coordenadas 47°27′37″N 97°54′38″O / 47.46028, -97.91056. Según la Oficina del Censo de los Estados Unidos, el municipio tiene una superficie total de 93.31 km², de la cual 93,23 km² corresponden a tierra firme y (0,09 %) 0,09 km² es agua.

## Demografía
Según el censo de 2010, había 44 personas residiendo en el municipio de Greenview. La densidad de población era de 0,47 hab./km². De los 44 habitantes, el municipio de Greenview estaba compuesto por el 97,73 % blancos y el 2,27 % eran de una mezcla de razas. Del total de la población el 0 % eran hispanos o latinos de cualquier raza.